# 艾米·康尼·巴雷特
埃米·薇薇安·科尼·巴雷特（英語：Amy Vivian Coney Barrett， 1972年1月28日—）是在任的美国最高法院大法官，也是最高法院大法官中第五位女性。2017年獲美國總統特朗普提名出任美國聯邦第七巡迴上訴法院法官至2020年。曾擔任安東寧·斯卡利亞的法官助理。2020年9月26日，总统特朗普提名巴雷特为美国最高法院大法官，距离2020年总统大选只有38天，因此她的提名备受争议，2020年10月26日，美国参议院通过巴雷特的提名後随即宣誓，48歲的巴雷特成为美国最高法院第115任大法官。巴雷特被视为最高法院保守派的一员。

## 介绍
埃米·维维安·科尼·巴雷特生于1972年1月28日，出生地为路易斯安那州新奥尔良。她是父母七名子女中的长女，有五个妹妹和一个弟弟。其父迈克尔·康尼曾是壳牌石油公司的律师，母亲是一位家庭主妇。艾米在新奥尔良城郊的梅泰里地区长大，1990年毕业于圣玛利多明我高中。
艾米随后在田纳西州孟菲斯的罗德学院学习英语文学。1994年以优异成绩获得文学学士学位，加入美国大学优等生荣誉学会。之后，艾米在圣母大学法学院就读，获得了全额奖学金。曾担任刊物《圣母大学法学评论》的执行编辑。1997年以全班第一名的最优异成绩毕业并获得法律博士学位。
2020年10月26日，美國參議院以52票对48票批准巴雷特出任美国最高法院大法官，亦是150年来首位沒有獲得一票參議院少数党議員支持的大法官。當晚，巴雷特在白宮宣誓就職，成為川普任內第三位就職的大法官。

## 立场
巴雷特信奉美国宪法原典主义，在2019年一场于凯斯西储大学宣讲的课程中，她说道：“法官必须遵循宪法典章的原初公共意涵。”该流派信奉已故大法官斯卡利亚的见解“法律治国，而非立法者治国”。同时，巴雷特是一名反对LGBTQ權利、反同婚以及堕胎的保守派，深受保守派的青睐，與前任大法官的風格及立場十分不同。纽约时报的一篇评论指出，美国保守人士将巴雷特视为斯卡利亚在最高法院的继承者。